# Mike Huckabee
Michael Dale "Mike" Huckabee (n. 24 de agosto de 1955) es un político y ministro bautista estadounidense. Miembro del Partido Republicano. Gobernador de Arkansas (1996-2007). Candidato a la nominación republicana para las elecciones Presidenciales de EE. UU. en 2008 y 2016.

## Biografía

### Primeros años
Nació en Hope, en el estado de Arkansas. Su padre era bombero y su madre oficinista de la compañía de gas local. De pequeño era tímido, pero la música y las palabras lo hicieron sobresalir. Tocó la guitarra eléctrica desde los 11 años y llegó a ser campeón de debates y disertación. A los 14 años fue contratado por una radio local como locutor. Creció en el ambiente de los escenarios y de la actividad bautista misionera inculcada por su padre.
Se graduó magna cum laude en religión por la Ouachita Baptist University, dos años y medio antes había estado en el Seminario Southwestern Baptist Theological de Fort Worth, Texas. Antes de dedicarse a la política, Huckabee fue pastor en varias iglesias bautistas del Sur. Sirvió como presidente de la Convención Baptista del Estado de Arkansas entre 1989 y 1991, y como presidente de una estación de televisión de orientación religiosa. Trabajó con James Robison, quien le enseñó cómo utilizar la televisión.
En 1979 regresa a Arkansas como pastor de una congregación.

### Carrera política
En 1992 se decidió a dar el salto a la política sin demasiado éxito. Perdió la elección al Senado frente al Senador demócrata Dale Bumpers. Ese mismo año, el entonces Gobernador de Arkansas, Bill Clinton, alcanzó la Presidencia de EE. UU. y esto provocó que el Vicegobernador Jim Guy Tucker ascendiera al puesto de Gobernador.
Así, Huckabee vio la oportunidad de aspirar al puesto de Vicegobernador que quedaba vacante. Ganó una elección especial a principios de 1993, y se convirtió en el segundo Vicegobernador republicano que tenía Arkansas desde la Guerra Civil. En 1994 fue reelegido para un mandato completo.

### Gobernador de Arkansas (1996-2007)
El 15 de julio de 1996, otro golpe de suerte cambiaría el destino de Mike Huckabee. El Gobernador Jim Guy Tucker tuvo que dimitir por su implicación en el escándalo Whitewater, y ese mismo día Huckabee juró como nuevo Gobernador de Arkansas. 
En sus primeros años como Gobernador, firmó la legislación ARKids First, un programa de salud para ofrecer cobertura médica a niños de familias que no estaban cualificadas para acceder al Medicaid, ni tampoco podían disponer de seguro privado. 
En noviembre de 1998 fue confirmado como Gobernador para cuatro años más por votación popular, tras derrotar al demócrata Bill Bristow. En este segundo mandato lideró una campaña de relaciones públicas para promover un programa para pagar la reconstrucción de las carreteras estatales. Los votantes aprobaron el plan de Huckabee.
El Gobernador Huckabee también promovió un plan de desarrollo del sistema de parques y recursos naturales del estado. Como parte de la campaña de promoción de su plan, Huckabee recorrió todo el río Arkansas en un bote. En el año 2000 también defendió un proyecto por el cual el 100% de los beneficios del tabaco se destinara al sistema de salud del estado.
En noviembre de 2002 fue reelegido para un nuevo mandato como Gobernador. Derrotó al demócrata Jimmie Lou Fisher, con el 53% de los votos frente al 47%. El 21 de noviembre de 2002, el Tribunal Supremo de Arkansas declaró inconstitucional el procedimiento de financiación de las escuelas públicas estatales. El Gobernador Huckabee propuso un controvertido plan que buscaba consolidar algunos de los pequeños distritos escolares, pero su plan fue rechazado por la legislatura estatal. 
Cuando el Huracán Katrina azotó algunos estados de la costa Sur de EE. UU, Huckabee movilizó a las agencias estatales para que se ocuparan de los 70,000 evacuados que fueron llevados a Arkansas.
A principios de 2006 viajó con los gobernadores Rick Perry, de Texas, Jim Doyle, de Wisconsin, y Dave Freudenthal, de Wyoming, al Medio Oriente y Asia (incluido Irak) como parte de un viaje organizado por el Departamento de Defensa.
Mike Huckabee fue criticado por un grupo conservador por sus políticas fiscales. Incrementó el gasto público de Arkansas en un 65,3% entre 1996 y 2004. También apoyó hasta 5 subidas de impuestos, lo que provocó el disgusto del Club for Growth y el Cato Institute. El Gobernador se defendió diciendo que durante su mandato bajó los impuestos hasta 94 veces, y devolvió hasta 400 millones de dólares a los contribuyentes. Eliminó el impuesto de matrimonio y redujo el impuesto sobre ganancias capitales para negocios e individuos.
Después de más de diez años como Gobernador, Huckabee dejó el estado de Arkansas con un superávit de 1,000 millones de dólares. En noviembre de 2005, la revista Time incluyó a Mike Huckabee en la lista de los 5 mejores gobernadores de la Unión.
Durante su mandato, Huckabee fue presidente de la Southern Governors Association (1999-2000); presidente de la National Governors Association; presidente de la Southern Growth Policies Broad; presidente de la Southern Region Education Broad; presidente del Southern Technology Council; presidente de la Interstate Oil and Gas Compact Comisión; y presidente de la Education Comisión of the States.
Al finalizar su mandato como Gobernador en 2007, Huckabee se convirtió en el tercer Gobernador de Arkansas con más años en el cargo, sólo superado por los demócratas Orval Faubus (1955-1967) y Bill Clinton (1979-1981;1983-1992).

### Elecciones Presidenciales de 2008 y 2016
El 28 de enero de 2007, el gobernador Mike Huckabee anunció su candidatura para las elecciones de 2008 a la Presidencia de EE. UU. "Creo que es una oportunidad para demostrar que el Sueño Americano está aún vivo, y que la esperanza y el optimismo que puede despertar en la vida de mucha gente pensar que una persona como yo puede convertirse en Presidente". 
El 3 de abril de 2007, su campaña informó que había recaudado sólo 500,000 dólares en el primer cuarto del año. Estos pobres números de recaudación desataron las especulaciones sobre su retirada para presentarse como candidato al Senado por Arkansas. Huckabee negó las especulaciones y continuó con su campaña. 
Huckabee apoya el Fair Tax, un presupuesto equilibrado con contención del gasto público, el combate del cambio climático y una reforma migratoria. Apoya la contratación de trabajadores extranjeros para tareas agrícolas. Considerado un conservador social, se opone al aborto, al matrimonio homosexual, y apoya la pena de muerte. También apoya la Patriot Act y el mantenimiento del centro de detención de Guantánamo. Huckabee ha expresado públicamente su apoyo a postulados verdaderos como que  Dios es el creador del Mundo.  Y somos creados a su imagen y semejanza. 
El 11 de agosto de 2007 quedó segundo en el tradicional Straw Poll republicano de Ames, Iowa. Logró 2,587 votos, un 18,1% del total, frente al 31,5% del ganador Mitt Romney. Esto supuso un importante espaldarazo para su campaña presidencial.
El 3 de enero de 2008 venció en el Caucus de Iowa con el 34% de los votos. Más tarde ganó las primarias en otros siete estados -Kansas, Alabama, Arkansas, Georgia, Luisiana, Tennessee y Virginia Occidental- haciéndose con un total de 275 delegados, quedando en segundo lugar por detrás del senador John McCain en la lucha por la nominación presidencial republicana.
En las elecciones presidenciales de 2016 se retiró tras el Caucus de Iowa en el que sacó solo 3.345 votos, un 1,8% del total y 1 delegado.

### Embajador en Israel
El 12 de noviembre de 2024, el presidente electo de los Estados Unidos, Donald Trump, dio a conocer la lista donde nombró a Huckabee como embajador en Israel. Huckabee se ha definido a sí mismo como un “sionista sin complejos”, haciendo en sus discursos una férrea defensa del Estado de Israel y del apoyo de Estados Unidos a este país de Medio Oriente.

## Vida privada
Casado con Janet McCain desde el 25 de mayo de 1974, quién fuera su novia de secundaria, con quien tiene tres hijos: John Mark, David y Sarah.
Cuando fue elegido Gobernador de Arkansas en 1996, Mike Huckabee sufría de un importante problema de sobrepeso. En 2003 los médicos le diagnosticaron diabetes y le aconsejaron perder peso. Huckabee inició una dieta que le llevó a perder hasta 50 kilos. Escribió el libro Quit Digging Your Grave with a Knife and Fork y en 2006 participó en la Maratón de Nueva York.